# Faits et Gestes
Pour plus de détails, voir Fiche technique et Distribution.
Faits et Gestes est un court métrage français réalisé par Emmanuel Descombes et sorti en 1993.

## Synopsis
Le court-métrage explore des lieux où les enjeux économiques et sociaux sont prégnants, comme une vente aux enchères à l'Hôtel Drouot, une course à l'hippodrome d'Auteuil, et le marché à la Bourse de Paris. Le film révèle comment les gestes et les mouvements des corps expriment des tensions, des ambitions, et des dynamiques humaines dans ces espaces où l'engagement et la performance sont essentiels.

## Fiche technique
- Titre : Faits et Gestes
- Genre : Documentaire
- Réalisation : Emmanuel Descombes
- Référent(e) : Emmanuel Descombes
- Vente : Géraldine Amgar
- Photographie : Emmanuel Descombes, Éric Laporte et Patrice Moreau
- Ingénieur(e) du son : Camille Chenal, Cyril Moisson, Nathalalie Vidal et Stéphane Baver
- Musique originale : Pierre Boulez, Arthur Honegger et Jean-Philippe Rameau
- Image : Emmanuel Descombes, Patrice Moreau et E Laporte
- Montage : Emmanuel Descombes
- Production : La Fémis , Géraldine Amgar
- Adresse de la production : 6 rue Francoeur, 75018 - Paris
- Site Internet de la production : http://www.femis.fr/
- Pays d'origine :  France
- Durée : 19 minutes
- Date de sortie : 1993

## Distinctions
- 1993 : Prix Jean-Vigo du meilleur court métrage[1]